# Encyclia argentinensis
Encyclia argentinensis là một loài thực vật có hoa trong họ Lan. Loài này được (Speg.) Hoehne mô tả khoa học đầu tiên năm 1952.